# Hängende Spitze
Als hängende Spitze oder falsche Neun bezeichnet man im Fußball Spieler, die zwar der Bezeichnung nach Stürmer sind, aber eigentlich weder dem Angriff noch dem Mittelfeld voll zuzuordnen sind, weil sie Aufgaben von beiden Positionen übernehmen.

## Beschreibung
Während ein offensiver Mittelfeldspieler vor allem Tormöglichkeiten eröffnen und ein typischer Stürmer diese verwerten soll, pendelt eine hängende Spitze je nach Spielverlauf zwischen Angriff und Mittelfeld hin und her. Häufig lassen sich Spieler auf dieser Position zurückfallen, wenn die gegnerische Abwehr zu massiv steht, um dann im richtigen Augenblick wieder den Angriff zu verstärken. Der ehemalige französische Fußballspieler und ehemalige Präsident der UEFA, Michel Platini, bezeichnete Roberto Baggio, einen typischen Spieler auf dieser Position, einmal als Typ einer „9,5“, also einer Mischung aus der 10, die für die Spielmacher vorbehalten ist, und der 9, die typischerweise Stürmer auf dem Rücken tragen. Heutzutage spricht man oft auch von einer „falschen 9“.
Hängende Spitzen sind in der Regel technisch sehr starke Spieler mit großer Übersicht. Sie kommen besonders häufig in 4-4-2 Formationen vor, wo sie einen zweiten, häufig größeren und körperlich stärkeren Stürmer, aber auch die hinteren Viererketten bzw. die Vierer-Mittelfeldraute unterstützen sollen. Allerdings nimmt im 4-2-3-1-System der zentrale offensive Mittelfeldspieler häufig ähnliche Aufgaben wahr, vor allem dann, wenn er kein eigentlicher Spielmacher, sondern ein vielseitiger Offensivspieler ist. Auch im 4-3-3 kann es Spieler in den Dreierketten geben, die in ähnlicher Weise zwischen Offensive und defensivem Mittelfeld wechseln.

## Beispiele
Der österreichische Spieler Matthias Sindelar war in den 1930er Jahren vielleicht die erste falsche Neun. Nach dem Zweiten Weltkrieg war der Ungar Nándor Hidegkuti, der in der legendären ungarischen goldenen Elf spielte, einer der bekanntesten Vertreter dieser Rolle. In den 1970er Jahren war Johann Cruyff unter Rinus Michels bei Ajax und für die Niederlande in einer 1-3-3-3-Formation als falsche Neun eingesetzt, mit der Kombination aus Technik, seiner Schnelligkeit und seiner Spielintelligenz der Archetyp für diese Position im totalen Fußball. Als Trainer des FC Barcelona  ließ Cruyff Michael Laudrup diese Position ausfüllen.
Der AS Rom unter Luciano Spalletti spielte mit einer „4–6–0-Aufstellung“ und Francesco Totti füllte diese Rolle aus. Auch der FC Arsenal unter Arsène Wenger benutzte diese Spielidee und setzte Robin van Persie in dieser Rolle ein.
Während der Europameisterschaft 2012 setzte Trainer Vicente del Bosque, der wahlweise mit einer „4–6–0-Aufstellung“ spielen ließ, Cesc Fàbregas als falsche Neun ein. Auch die Trainer des FC Barcelona Pep Guardiola und Tito Vilanova setzten Lionel Messi als falsche Neun ein. Weiterhin spielten auch Carlos Tevez und Sergio Aguero auf dieser Position. Auch Harry Kane spielt diese Position in der englischen Nationalmannschaft erfolgreich.
Im Frauenfußball gelten Jennifer Hermoso, Lauren James und Alex Morgan als herausragende Beispiele.